# MGM Macau

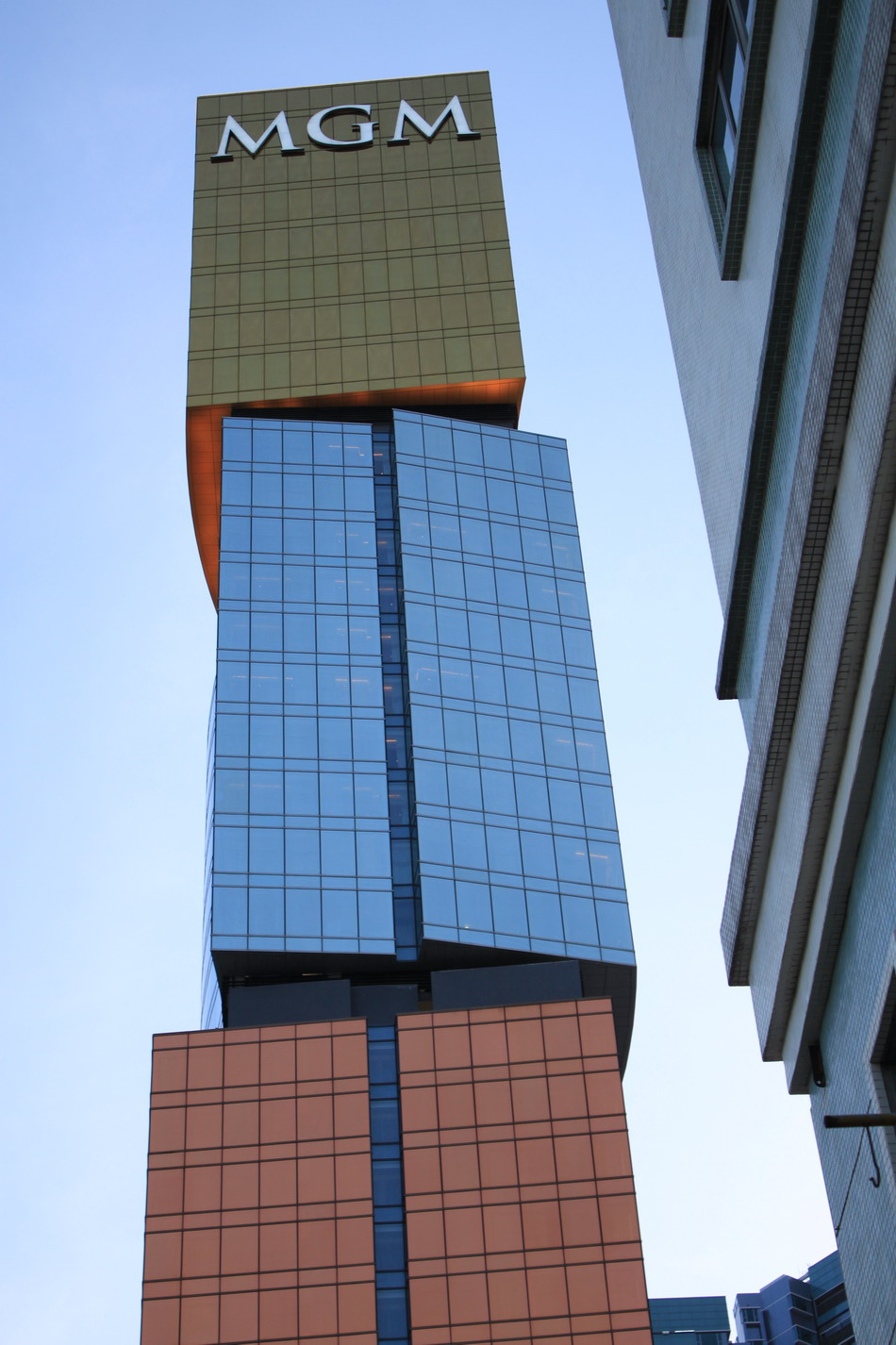
Seitenansicht

Das MGM Macau, ehemals MGM Grand Macau genannt, ist ein Hotel in Macau in der Volksrepublik China.

## Lage
Das Hotel befindet sich in Macau im Stadtteil Sé. Es liegt an der Uferpromenade und ist mit dem Luxus-Einkaufszentrum One Central Macau Mall verbunden. Das Fährterminal befindet sich in einer Entfernung von ca. zwei Kilometern im Nordosten.

## Geschichte
Das Gebäude wurde am 18. Dezember 2007 eröffnet. Es gehört im Wesentlichen zur MGM Resorts International. Ein bedeutender Teil der Aktien befindet sich im Besitz der Unternehmerin Pansy Ho, die erklärte, dass im Jahr 2024 einige Bereiche im Hotel umgestaltet werden, um mehr Flächen für kulturelle Veranstaltungen zu schaffen sowie um die Räumlichkeiten für Konferenzen zu erweitern.

## Architektur und Ausstattung
Das Gebäude ist in drei wellenförmig gestreckte Bereiche unterteilt. Diese sind leicht versetzt zueinander angeordnet. Die Bereiche sind in unterschiedlichen Farben angelegt. Das MGM Macau verfügt über ungefähr 600 Gästezimmer und Suiten sowie über diverse Konferenz- und Veranstaltungseinrichtungen, ein Casino, ein exklusives Spa und einen Außenpool. Außerdem gibt es neun Restaurants und mehrere Bars. Das Herzstück des Hotels ist ein Grande Praça genanntes gläsernes Atrium, das an Macaus portugiesische Kultur erinnern soll.

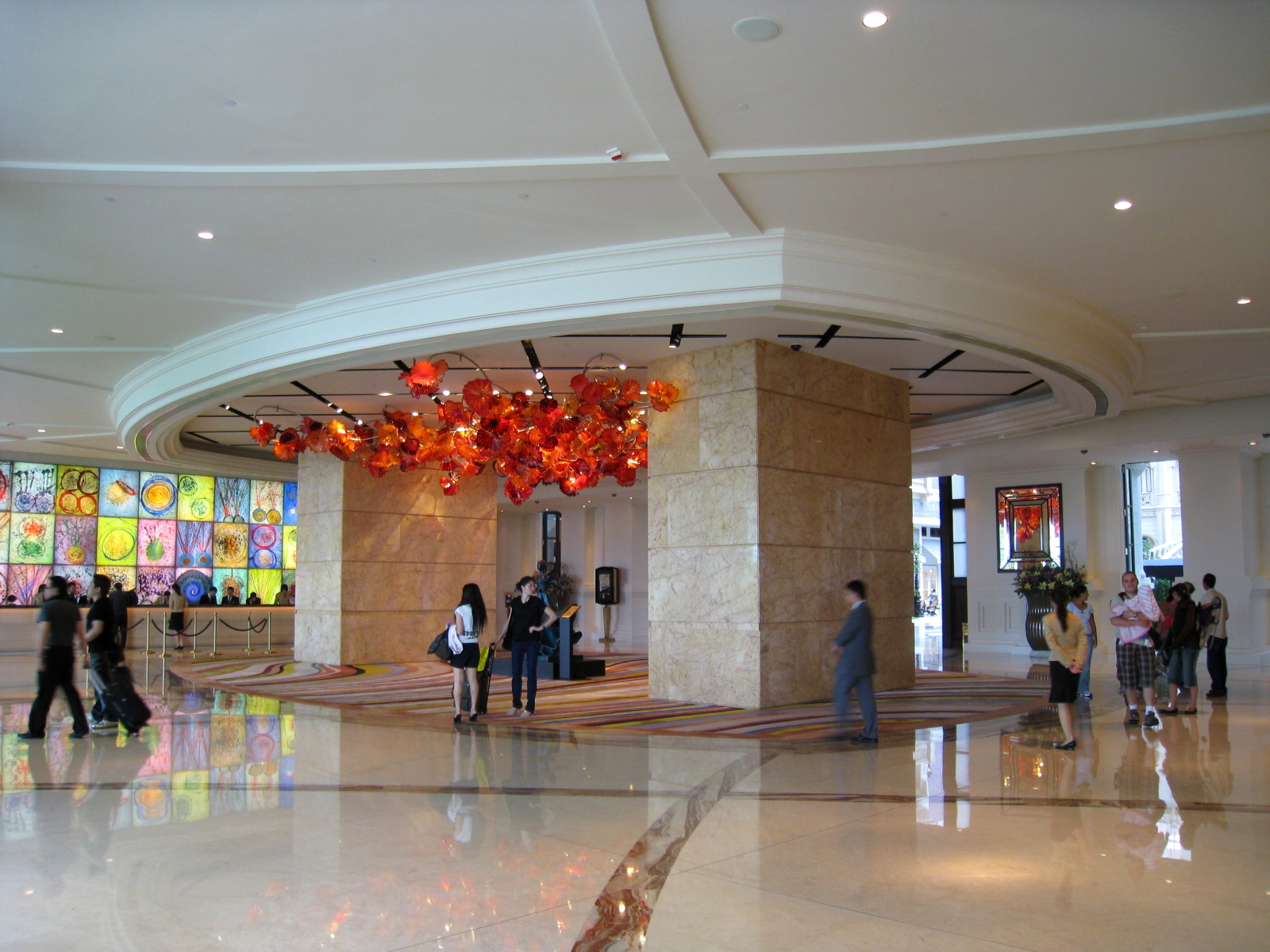
Lobby
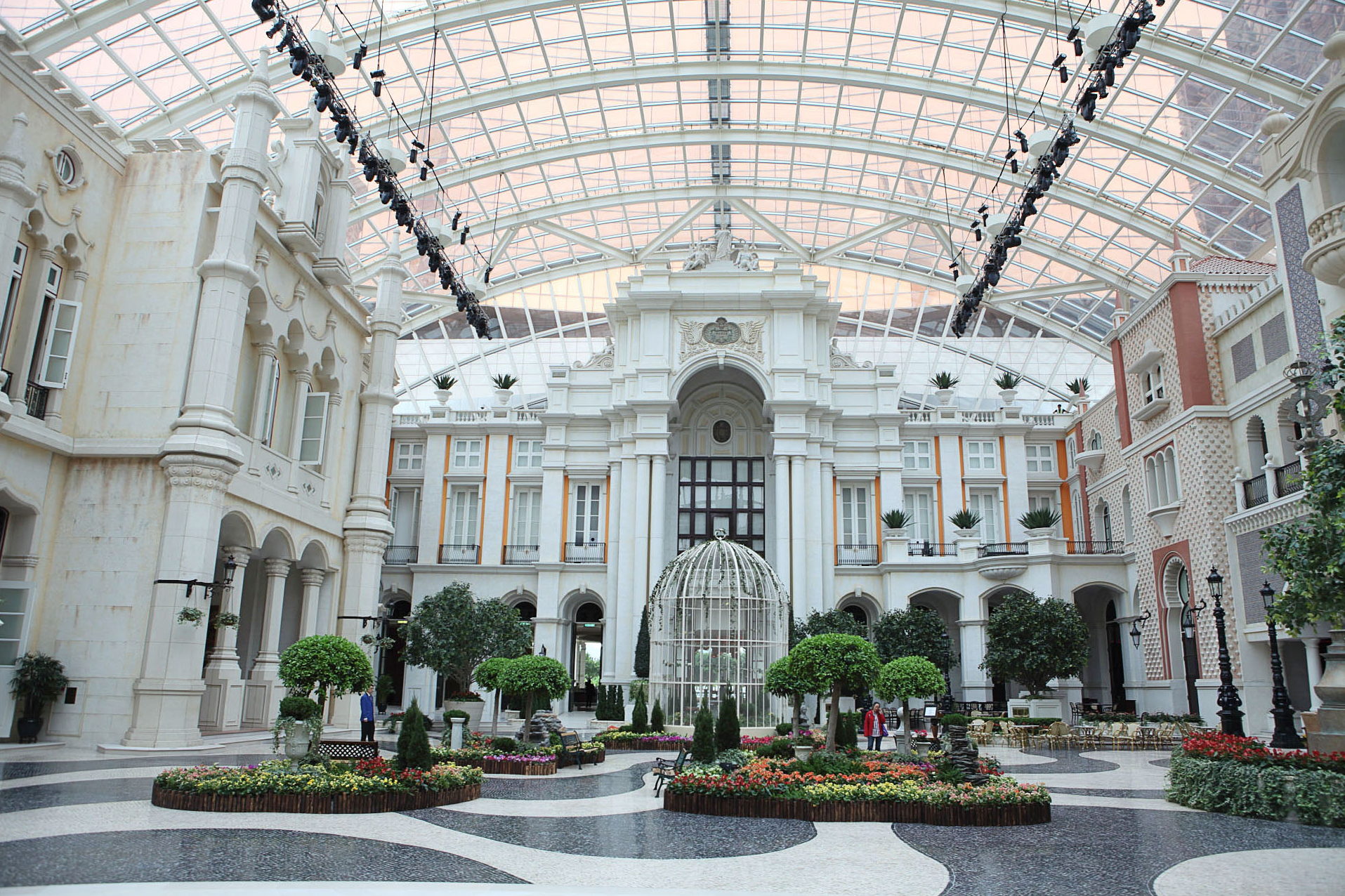
Grande Praça
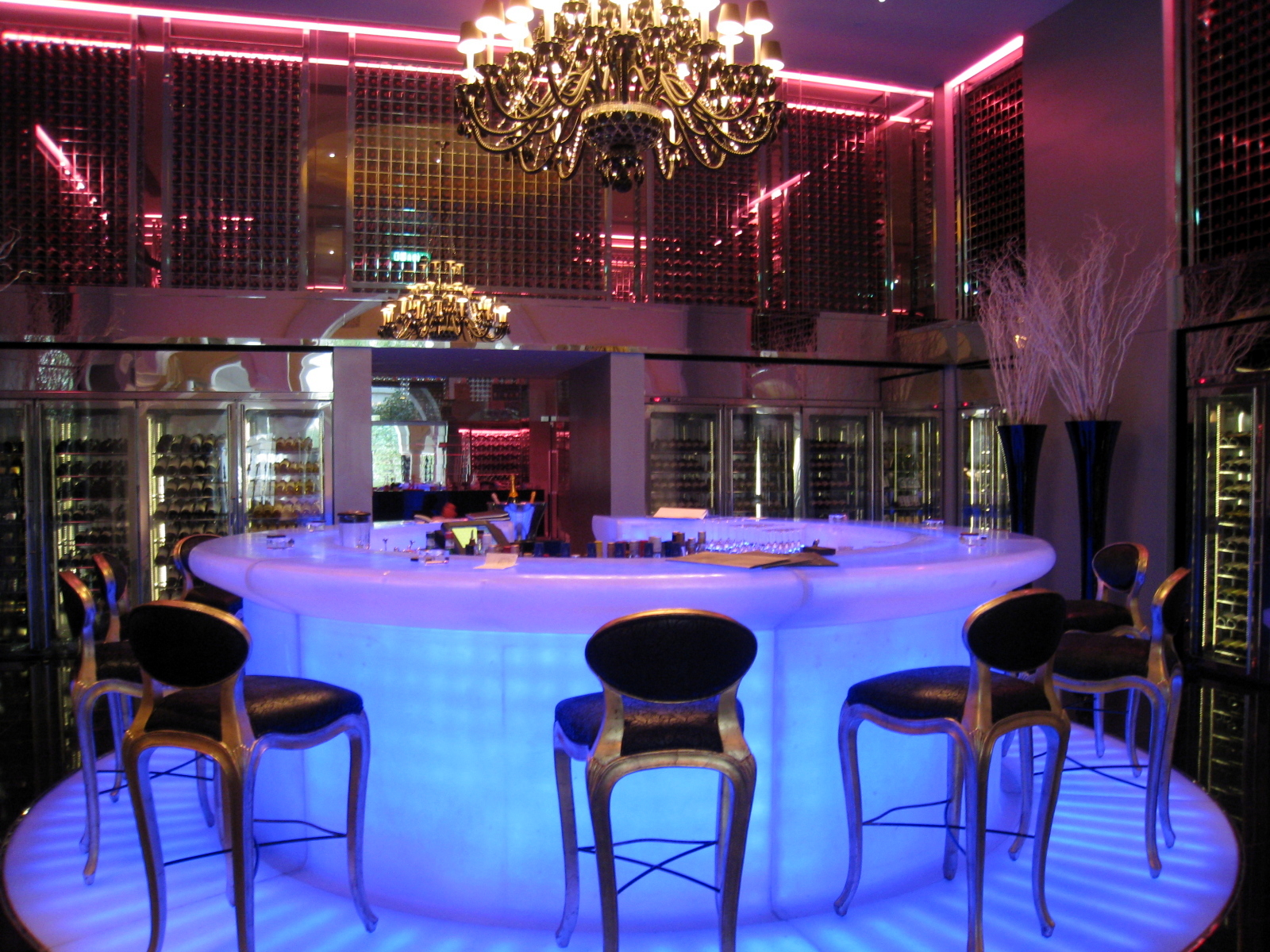
Champagner-Bar
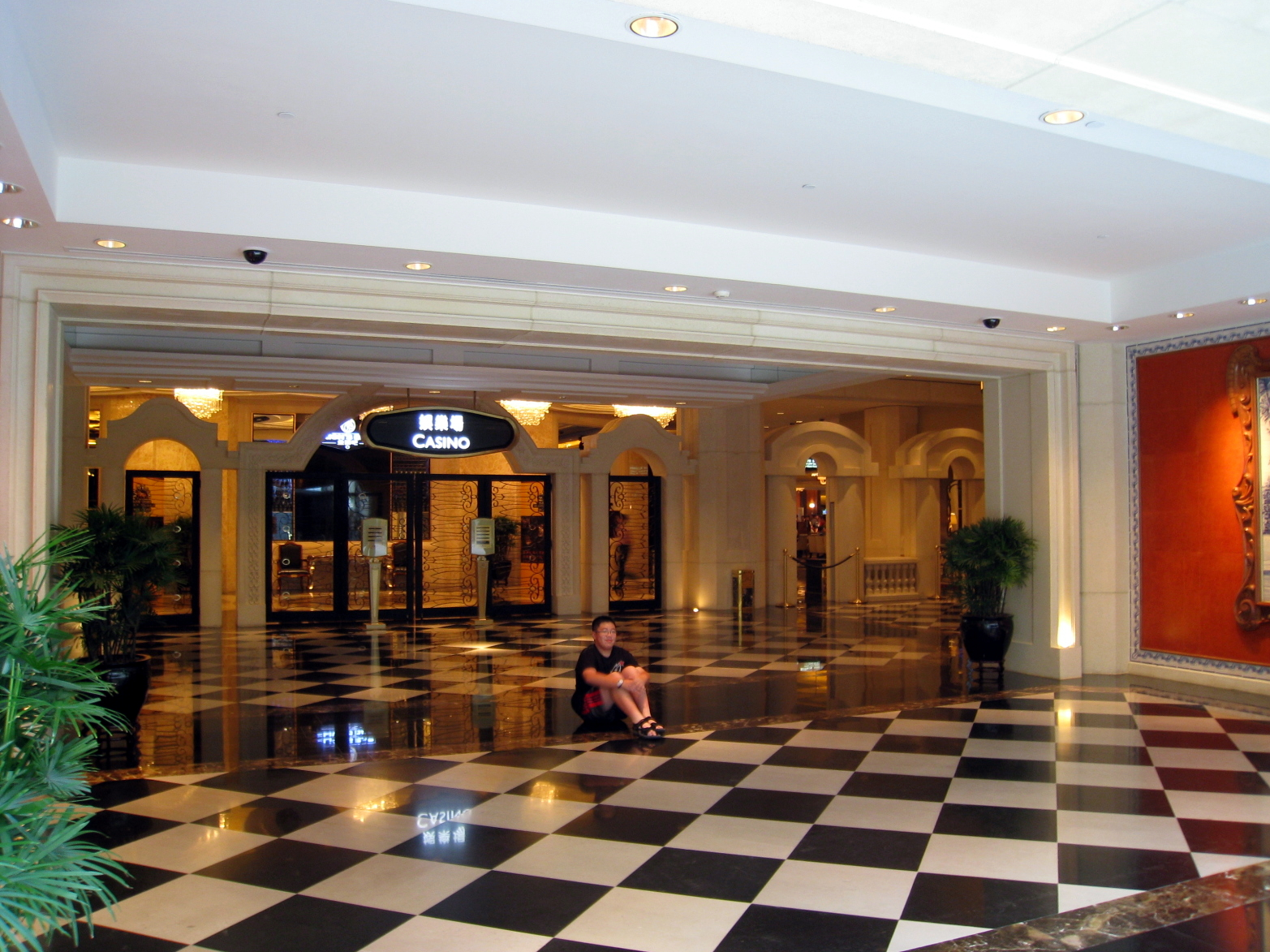
Eingang zum Casino